# 3141 Buchar
A 3141 Buchar (ideiglenes jelöléssel 1984 RH) egy kisbolygó a Naprendszerben. Antonín Mrkos fedezte fel 1984. szeptember 2-án.